# Griff in die Geschichte
Griff in die Geschichte (Originaltitel: The City on the Edge of Forever) ist eine Episode aus der ersten Staffel der US-amerikanischen Science-Fiction-Fernsehserie Raumschiff Enterprise. Sie handelt von den Bemühungen von Kirk und Spock, dafür zu sorgen, den nach einer Zeitreise McCoys veränderten Geschichtsverlauf auf der Erde zu korrigieren. Das Drehbuch stammt von Harlan Ellison. Griff in die Geschichte gilt als eine der populärsten und gelungensten Episoden nicht nur der Serie, sondern von Star Trek insgesamt. Sie wurde 1968 sowohl mit dem Hugo Award als auch mit dem WGA Award ausgezeichnet.

## Handlung
Die Enterprise befindet sich im Orbit eines Planeten, als sie von Zeitverschiebungswellen erfasst wird. Durch eine dabei ausgelöste Konsolenexplosion wird Sulu verletzt. Als McCoy ihn noch auf der Brücke behandelt, gibt es eine Erschütterung, durch die sich McCoy versehentlich eine Überdosis Kordrazin injiziert. Dadurch in einen Zustand von Hysterie und Wahnsinn verfallen, beamt er sich auf die Oberfläche des Planeten und zwar an die Stelle, von der die Zeitverschiebungswellen ausgehen. Ein Außenteam um Kirk und Spock versucht, ihn dort zu finden und entdeckt an der Stelle ein ringförmiges Zeitportal, welches sich, zum Außenteam sprechend, als „Hüter der Ewigkeit“ vorstellt. Das Portal bietet in mehrsekündigem, unkontrollierten, aber sich wiederholenden Rhythmus den Zutritt zu verschiedenen Epochen der Vergangenheit. McCoy flieht vor dem Außenteam durch das Zeitportal hindurch, woraufhin das Team von dem Portal verblüfft erfährt, dass McCoy offensichtlich den Ablauf der vergangenen Zeit gestört hat. Dadurch gibt es unter anderem keine Enterprise mehr. Um McCoy zurückzuholen und die von ihm ausgelösten Änderungen im Geschichtsablauf rückgängig zu machen, begeben sich Kirk und Spock durch das Portal in dieselbe Zeitperiode, in die McCoy gegangen ist.
Kirk und Spock treffen circa eine Woche vor McCoys Ankunft in einer US-amerikanischen Stadt zur Zeit der Weltwirtschaftskrise in den 1930er Jahren ein. Dort treffen sie zufällig auf die Sozialarbeiterin Edith Keeler, die eine Mission für Arme betreibt. Spock hat mit den Daten eines aus der Zukunft mitgebrachten Trikorders die Möglichkeit, die Zukunft sowohl des normalen als auch des geänderten Geschichtsverlaufs vorherzusagen. So erfährt er, dass Keeler bei einem Verkehrsunfall sterben oder vom US-Präsidenten geehrt werden wird, abhängig davon, was durch McCoys Erscheinen geschieht.
Als McCoy in der Stadt erscheint, ist er nach wie vor in Angst vor Mördern. Im Zuge dieser Halluzinationen ohnmächtig geworden, stiehlt ihm ein Obdachloser seinen Phaser. Als der das Gerät ausprobiert, tötet er sich damit unbeabsichtigt. McCoy irrt dann in der Stadt umher, bis er zufällig in Keelers Mission erscheint.
Unterdessen hat Spock weiterhin herausgefunden, dass McCoy durch sein Erscheinen in dieser Zeit Keeler vor dem tödlichen Verkehrsunfall bewahrt und sie so zur Gründerin einer Friedensbewegung werden wird. Infolgedessen ändert sich der bekannte Geschichtsverlauf dahingehend, dass die Nationalsozialisten als erste die Atombombe entwickeln und dadurch den Zweiten Weltkrieg gewinnen. Spock und Kirk, der sich indes in Keeler verliebt hat, beschließen deshalb dafür zu sorgen, dass Keeler bei dem Verkehrsunfall sterben muss.
Just in dem Moment, in dem Kirk und Spock McCoy wiedertreffen, läuft Keeler vor ihren Augen vor einen sich nähernden Lkw und stirbt dadurch. Danach kehren Kirk, Spock und McCoy durch das Zeitportal zurück in ihre Herkunftszeit, deren Geschichtsverlauf nunmehr korrigiert wurde.

## Adaptionen
James Blish schrieb zusammen mit Harlan Ellison eine Textfassung von Griff in die Geschichte, die auf Englisch erstmals 1968 in der Geschichtensammlung Star Trek 2 erschien. Die deutsche Übersetzung erschien 1972.
Ein Fotoroman zu Griff in die Geschichte erschien 1977 auf Englisch als erster Band der Star-Trek-Fotonovel-Reihe. Die deutsche Übersetzung erschien 1979.
Jenny Parks verarbeitete Griff in die Geschichte als eine von mehreren Raumschiff-Enterprise-Episoden in ihrem 2017 erschienenen Buch Star Trek Cats, in dem die Hauptfiguren der Serie als Katzen dargestellt werden.

## Rezeption
Die US-amerikanische Sängerin Arigon Starr veröffentlichte 2002 auf ihrem Album Backflip ein Lied mit dem Titel Edith Keeler Must Die.
Terry J. Erdmann und Paula M. Block listen Griff in die Geschichte in ihrem 2008 erschienenen Referenzwerk Star Trek 101 als eine der zehn wichtigsten Folgen der Originalserie Raumschiff Enterprise auf.
James Rundle führte Griff in die Geschichte 2010 auf SciFiNow in einer Auflistung der zehn besten Folgen von Raumschiff Enterprise auf Platz 1.
Zack Handlen nannte Griff in die Geschichte 2012 als eine der zehn Folgen von Raumschiff Enterprise, die die Serie am besten repräsentieren.
Eoin O’Carroll führte Griff in die Geschichte 2012 im Christian Science Monitor in einer Aufstellung der 10 besten Folgen von Raumschiff Enterprise auf Platz 2.
Scott Collura und Jesse Schedeen führten Griff in die Geschichte 2013 auf ign.com in einer Liste der 25 besten bis dahin ausgestrahlten Star-Trek-Folgen auf Platz 1.
Charlie Jane Anders führte Griff in die Geschichte 2014 auf gizmodo.com in einer Liste der 100 besten bis dahin ausgestrahlten Star-Trek-Folgen auf Platz 3.
Bezug nehmend auf den Umstand, dass Kirk und Spock die Pazifistin Edith Keeler zwecks Wiederherstellung des ursprünglichen Geschichtsverlaufs sterben lassen, kritisierte der US-amerikanische Politikwissenschaftler George A. Gonzalez im Jahr 2015, dass Passivität gegenüber Ungerechtigkeit, Korruption, gesetzeswidrigem Verhalten und Kriegstreiberei in der Episode durch Pazifismus repräsentiert werde.
Sven Harvey zählte Griff in die Geschichte 2015 auf der Website Den of Geek als eine der 25 besten Folgen der beiden Serien Raumschiff Enterprise und Die Enterprise.
Tim Baker führte Griff in die Geschichte 2016 in Newsweek in einer Auflistung der zehn besten Folgen von Raumschiff Enterprise auf Platz 1.
Ed Gross listete Griff in die Geschichte 2016 auf empireonline.com in einer Aufstellung der 50 besten bis dahin ausgestrahlten Star-Trek-Folgen auf Platz 1.
2016 wurde Griff in die Geschichte in einer Umfrage unter Fans auf einer Star-Trek-Convention in Las Vegas zur besten Star-Trek-Folge gewählt.
David Morgan führte Griff in die Geschichte 2016 auf cbsnews.com als eine der besten Folgen von Raumschiff Enterprise auf.
Aaron Couch und Graeme McMillan erstellten 2016 anlässlich des 50-jährigen Jubiläums von Star Trek in Zusammenarbeit mit verschiedenen Beteiligten aus dem Franchise für den Hollywood Reporter eine Liste der 100 besten bis dahin ausgestrahlten Folgen. Griff in die Geschichte wurde hierbei auf Platz 1 gewählt.
Caroline Siede empfahl Griff in die Geschichte 2016 auf vox.com als eine von vier Raumschiff-Enterprise-Folgen, die Neulingen einen guten Einstieg ins Star-Trek-Franchise ermöglichen.
Lisa Granshaw erstellte 2016 für syfy.com eine Liste der 15 besten Star-Trek-Zeitreisegeschichten. Griff in die Geschichte landete dabei auf Platz 2.
Laurie Ulster führte die Romanze zwischen Kirk und Edith Keeler 2017 auf screenrant.com in einer Liste der 15 besten Star-Trek-Liebesbeziehungen auf Platz 1.
Alexandra August führte die Romanze zwischen Kirk und Keeler 2017 auf cbr.com in einer Liste der 15 besten Star-Trek-Liebesbeziehungen auf Platz 10.
Matthew Fisher erstellte 2017 für die Website whatculture.com eine Liste der 30 besten Star-Trek-Folgen. Griff in die Geschichte führte er hier auf Platz 2.
Elena Holodny und Andy Kiersz führten Griff in die Geschichte 2017 auf businessinsider.com in einer Aufstellung der 13 besten Folgen von Raumschiff Enterprise auf Platz 2.
Patrick Cooley führte Griff in die Geschichte 2017 in einer Liste der 25 besten bis dahin ausgestrahlten Star-Trek-Folgen auf Platz 1.
Silas Lesnick listete Griff in die Geschichte 2018 in einer Aufstellung der 20 besten Folgen von Raumschiff Enterprise auf Platz 1.
Michael Weyer listete Griff in die Geschichte 2018 auf cbr.com in einem Ranking der 20 besten Star-Trek-Zeitreisefolgen auf Platz 1.
Joseph Walter führte Griff in die Geschichte 2018 auf screenrant.com in einer Liste der 10 besten Star-Trek-Folgen auf Platz 3.
Eric Diaz listete Griff in die Geschichte 2019 auf nerdist.com in einem Ranking der zehn besten Star-Trek-Zeitreisefolgen auf Platz 1.
Sean Ferrick erstellte 2020 für die Website whatculture.com eine Liste der 25 besten Star-Trek-Folgen. Griff in die Geschichte führte er hier auf Platz 5.
Kristy Ambrose erstellte 2020 für screenrant.com auf der Grundlage von IMDb-Bewertungen eine Liste der zehn besten Raumschiff-Enterprise-Folgen. Griff in die Geschichte landete dabei auf Platz 1.
Kayleena Pierce-Bohen führte Griff in die Geschichte 2020 auf screenrant.com in einer Liste der 15 besten Star-Trek-Folgen auf Platz 6.
Paul Rowe listete Griff in die Geschichte 2020 auf popmasters.com in einer Aufstellung der 20 besten Folgen von Raumschiff Enterprise auf Platz 2.
Sam Stone führte Griff in die Geschichte 2021 auf cbr.com als eine der zehn wichtigsten Folgen von Raumschiff Enterprise.
Ryan Britt führte Griff in die Geschichte 2021 auf der Website Den of Geek als eine von zehn Raumschiff-Enterprise-Folgen, die das Franchise am besten definieren.
Christian Blauvelt listete Griff in die Geschichte 2022 auf hollywood.com in einem Ranking aller 79 Raumschiff-Enterprise-Folgen auf Platz 1.